# Nashua (New Hampshire)
Nashua település az Amerikai Egyesült Államok New Hampshire államában, Hillsborough megyében, melynek megyeszékhelye is. Lakosainak száma 91 322 fő (2020. április 1.).

## Népesség
A település népességének változása:

| 2010 | 86 494 |
| 2020 | 91 322 |